# Carl Beyer (Archivar)
Carl Beyer (* 26. Januar 1848 in Koblenz; † 17. Juli 1900 in Erfurt) war ein deutscher Archivar und Historiker.

## Leben
Beyer war der Sohn des Koblenzer Archivars Heinrich Beyer, der später als Archivar in den Dienst der Grafen zu Stolberg-Stolberg und Stolberg-Roßla trat. Nach dem Besuch des Gymnasiums in seiner Heimatstadt begann er 1863 in Torgau eine Lehre zum Apotheker, die er 1868 in der Römerapotheke in Erfurt fortsetzte und 1872 erfolgreich abschloss. 1871 begann Karl Beyer an der Universität Halle-Wittenberg ein Studium der Pharmazie.
Aufgrund seines zunehmenden Interesses für die Geschichte legte er in Merseburg die Reifeprüfung ab und setzte seine Studien in Halle fort. Er schlug die Laufbahn zum Archivar ein, schrieb 1881 seine Dissertation über Bischofs- und Abtswahlen in Deutschland und legte 1882 das Staatsexamen ab. Danach erhielt er in Erfurt eine Stelle an der höheren Bürgerschule und als 1. Stadtarchivar. 1886 wurde er Schriftführer im Erfurter Geschichtsverein und legte in den folgenden Jahren mehrere wissenschaftliche Publikationen zur Geschichte Erfurts vor.

## Schriften (Auswahl)
- Urkundenbuch der Stadt Erfurt, Theil 1. 1889.
- Urkundenbuch der Stadt Erfurt, Theil 2. 1897.
- Die drei Gleichen. Beschreibung und Geschichte der Burgen Gleichen, Mühlberg und Wachsenburg zwischen Dietendorf und Arnstadt. Ohlenroth, Erfurt 1898.
- Geschichte der Stadt Erfurt von der ältesten bis auf die neueste Zeit mit einem Anh.: Das vorgeschichtliche Erfurt und seine Umgebung. Keyser, Erfurt 1900–1931.
- Der schwarze Kapitän oder Ein Teufel des Meeres. Erzählung vom Atlantischen Ocean. Bartholomäus, Erfurt 1904.